# Streptoloma desertorum
Streptoloma desertorum är en korsblommig växtart som beskrevs av Aleksandr Andrejevitj Bunge. Streptoloma desertorum ingår i släktet Streptoloma och familjen korsblommiga växter. Inga underarter finns listade i Catalogue of Life.